# ジェイムズ・コクラン・ドビン (1世)

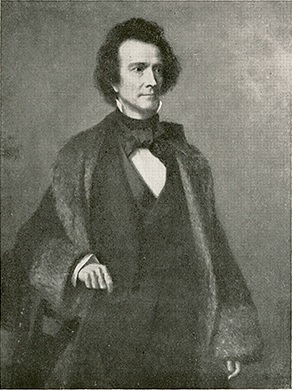
ジェイムズ・コクラン・ドビン (1世)

ジェイムズ・コクラン・ドビン（James Cochrane Dobbin, 1814年1月17日 - 1857年8月4日）は、アメリカ合衆国の政治家、弁護士。1853年から1857年まで第22代アメリカ合衆国海軍長官を務めた。

## 生涯

### 青年期
1814年、ドビンはノースカロライナ州ファイエットビルに生まれた。ドビンはノースカロライナ州のファイエットビル・アカデミーとウィリアム・ビンガム高校を経て1832年にノースカロライナ大学を卒業。そして法学を学び1835年に弁護士の認可を受けると、ファイエットビルで弁護士業を開業した。

### 政治への参加
1844年、ドビンは民主党からアメリカ合衆国下院議員に当選し、1845年から1847年まで同職を務めた。だが1846年の選挙で再選に失敗すると、再び弁護士業に戻った。その後1848年から1852年までノースカロライナ州上院議員を務め、1850年には上院議長も務めた。

### 連邦政府への進出
1852年、ドビンは民主党全国大会の代表となった。ドビンは民主党の大統領候補選出にあたって膠着状態となっていた状況を打破する決定的なスピーチを行った。その結果、民主党の大統領候補にはダークホースであったフランクリン・ピアーズが選出された。1852年の大統領選挙で勝利したピアーズは、ドビンに論功行賞として海軍長官のポストを与えた。
ピアーズは、ドビンが南部の連邦主義者であり、1850年の妥協を支持していたと思い込んでいた。だが実際には、ドビンは1850年の妥協には反対していた。1850年の妥協に賛成した民主党員の多くは、ドビンが陸軍長官ジェファーソン・デイヴィスとともにピアーズ政権内において窓際に追いやられているものと感じていた。
ドビンはピアーズの任期満了となる1857年まで海軍長官を務めた。海軍長官としてドビンは、強い海軍こそが平和を保障するものであると固く信じ、合衆国海軍の全面的な改革を実施した。ドビンの在任中、合衆国海軍では全世界でも最高クラスの強力な艦船が18隻も建造された。
1853年11月、ドビンはピアーズ大統領の要請に応じ、大西洋と太平洋をつなぐパナマ運河を開通させるため、アイザック・ストレイン中尉にパナマ地峡の調査を命じた。翌1854年1月に合衆国海軍のサアン号がパナマのダリエン地峡に上陸したが、地峡横断探検隊は道に迷い、また飢えと病気により探検隊の大部分が死亡した。
1854年3月、ドビンの支援の下、海軍提督マシュー・ペリーが当時鎖国状態にあった日本を開国をさせることに成功した。

### 晩年
海軍長官退任後、ドビンは故郷ファイエットビルへ戻った。そして1857年8月4日、ファイエットビルで死去した。遺体は同市内のクロス・クリーク墓地に埋葬された。
ドビンの死後、その功績を称えて、アメリカ合衆国海軍の駆逐艦母艦・ドビンにその名が付けられた。

## 家族
- 父親: ジョン・ムーア・ドビン (John Moore Dobbin, 1784-1837)
- 母親: アンネス・コクラン (Anness Cochran, 1796-1818)

- 妻: ルイザ・ガブリエル・ホームズ (Louisa Gabrielle Holmes, 1817-1893)
  - 結婚: 1838年12月27日

- 子供
  - ジェイムズ・コクラン・ドビン (James Cochran Dobbin, 1839-1869)
  - ジョン・ホームズ・ドビン (John Holmes Dobbin, 1840-1865)
  - メアリー・ルイザ・ドビン (Mary Louisa Dobbin, 1844-1920)